# Петропавловський район (Алтайський край)
Петропа́вловський район (рос. Петропавловский район) — район у складі Алтайського краю Російської Федерації.
Адміністративний центр — село Петропавловське.

## Історія
Район утворений 1944 року.
2010 року Солдатовська сільська рада (село Солдатово) Петропавловського району була передана до складу Акутіхинської сільради Бистроістоцького району.

## Населення
Населення — 11631 особа (2019; 12450 в 2010, 13911 у 2002).

## Адміністративний поділ
Район адміністративно поділяється на 9 сільських поселень (сільрад):
| Поселення                     | Площа, км² | Населення, осіб (2002) | Населення, осіб (2010) | Населення, осіб (2019) | Центр           | Населені пункти |
| ----------------------------- | ---------- | ---------------------- | ---------------------- | ---------------------- | --------------- | --------------- |
| Алексієвська сільська рада    | 147,29     | 1526                   | 1399                   | 1350                   | Алексієвка      | 1               |
| Антоньєвська сільська рада    | 175,53     | 1745                   | 1524                   | 1415                   | Антоньєвка      | 1               |
| Зеленодольська сільська рада  | 302,55     | 1708                   | 1666                   | 1584                   | Зелений Дол     | 3               |
| Комишенська сільська рада     | 265,67     | 1813                   | 1483                   | 1408                   | Комишенка       | 1               |
| Ніколаєвська сільська рада    | 148,37     | 1027                   | 998                    | 1003                   | Ніколаєвка      | 2               |
| Новообінська сільська рада    | 226,90     | 1155                   | 880                    | 800                    | Новообінка      | 1               |
| Паутовська сільська рада      | 132,35     | 1067                   | 963                    | 940                    | Паутово         | 1               |
| Петропавловська сільська рада | 26,03      | 2861                   | 2642                   | 2512                   | Петропавловське | 1               |
| Солов'їхинська сільська рада  | 173,85     | 865                    | 766                    | 619                    | Солов'їха       | 1               |

## Найбільші населені пункти
Нижче подано список населених пунктів з чисельністю населенням понад 1000 осіб:
| № | Населений пункт | Населення, осіб (2002) | Населення, осіб (2010) |
| - | --------------- | ---------------------- | ---------------------- |
| 1 | Петропавловське | 2861                   | 2642                   |
| 2 | Антоньєвка      | 1745                   | 1524                   |
| 3 | Комишенка       | 1813                   | 1483                   |
| 4 | Зелений Дол     | 1376                   | 1401                   |
| 5 | Алексієвка      | 1526                   | 1399                   |